# Хелена Ногерра
Хелена Барбара Рібейру Фуртаду Велью Ногерра (порт. Hélène Barbara Ribeiro Furtado Velho Nogueira; нар.. 18 травня 1969, Брюссель, Бельгія) — бельгійська фотомодель, акторка, співачка, письменниця і телеведуча. Музичну кар'єру розпочала 1988 року, акторську — 1989 року. У сольній музичній кар'єрі відома під псевдонімом «Dillinger Girl». З 2010 року виступає у складі французького гурту Nouvelle Vague. Як фотомодель співпрацює з агентствами Click та Viva в Парижі.

## Життєпис
Хелена Ногерра народилася 1969 року в Брюсселі, в родині середнього достатку. Її мати була португалкою, яка в 1968 році емігрувала до Бельгії, рятуючись від диктатури Салазара. У Хелени є зведений брат і дві сестри, одна з яких відома співачка Ліо. Кар'єра в модельному бізнесі почалася для Хелени у 15-роічному віці, після чого вона прославилася як теле- та радіоведуча. У 1989 році Хелена випустила свій дебютний сингл « Lunettes Noires», через три роки вийшов другий сингл «Rivières rouges», але на випуск сольного альбому співачка не наважувалася. Дебютний альбом Хелени під назвою «Projet Bikini» вийшов лише в 1999 році, через 10 років після початку її музичної кар'єри.
Свій наступний альбом, «Azul», Хелена записала разом зі співаком та аранжувальником Філіппе Катерін у 2001 році. Він мав неймовірний успіх у Франції, як і наступна музична робота Елени «Née dans la nature» («Народжений у природі»), що вийшла в 2004 році.
У 1989 році Хелена дебютувала в кіно, епізодичною роллю у фільмі «Ванна кімната». Після цього вона, головним чином, займалася модельним бізнесом, уклавши контракт із французькою агенцією «Viva», періодично знімаючись у короткометражних фільмах. Повернення Хелени в кіно відбулося 2001 року, у французькій драмі «Божественна дитина». Поступово актриса почала переходити від другопланових ролей і камео до масштабніших ролей. У 2005 році вона зіграла головну роль у фільмі «Чорна скринька», а у 2009 році — у фільмі «Приватне життя Салазара».
У 2002 році Хелена спробувала себе як письменник, випустивши книгу «Ворог всередині» (L'Ennemi est à l'interieur), а в 2006 році дебютувала на театральній сцені. Продовжуючи музичну кар'єру, 2006 року вона взяла псевдонім «Dillinger Girl». Під цим псевдонімом вона випустила альбом «Bang!» — Спільну роботу з музикантом Фредеріко Пеллегріні. У 2007 році співачка повернулася до сольної кар'єри, випустивши альбом «Fraise Vanille», який мав певний успіх серед шанувальників співачки. З нагоди виходу альбому Хелена дала своє перше невелике турне містами Франції, що завершилося виступом у відомому паризькому театрі «Bataclan».
У 2010 році Хелена вступила до французького жіночого гурту Nouvelle Vague, записавши у складі колективу альбоми Couleurs sur Paris і The Singers. Останній став для Хелени дебютним англомовним альбомом. Залишаючись у складі групи, вона продовжила й сольну кар'єру. У 2013 році випустила черговий альбом Année Zéro, сингли з якого отримали гідні позиції у французьких чартах. Пісня Tom, що стала лід-синглом альбому, і кліп на неї, удостоїлися високих похвал музичних критиків. У травні 2013 року вийшов новий сингл Хелени The End of the Story.
Як актриса, Хелена продовжує зніматися у кіно та на телебаченні. У 2010 році вона зіграла у фільмах «Серцеїд» (з Ванессою Параді) та «Муму», а у 2011 році їй дісталася головна роль у комедії Крістіана Клав'є «Татусі без шкідливих звичок». В 2014 році Хелена дебютувала в російському кінематографі, зігравши президента Франції в комедійному фільмі «Кухня в Парижі».

## Особисте життя
У Хелени Ногерри є син — Танель Дерард (нар. 1991), музикант і модель. Її сестра — співака Ліо.

## Фільмографія
| Рік  |    | Українська назва              | Оригінальна назва               | Роль                 |
| ---- | -- | ----------------------------- | ------------------------------- | -------------------- |
| 1989 | ф  | Ванна кімната                 | La salle de bain                | жінка в супермаркеті |
| 2001 | тф | Божественна дитина            | Le Divin enfant                 | Телеведуча           |
| 2002 | ф  | Дівчатам ніхто не довіряє     | Les filles, personne s'en méfie | Актриса              |
| 2002 | ф  | Якщо я був багатий            | Ah! Si j'étais riche            | Прісцилла            |
| 2003 | ф  | Без неї                       | Sem Ela                         | Інес Вієйра          |
| 2005 | ф  | Чорна скринька                | La Boîte noire                  | Сорайя               |
| 2006 | ф  | Паризька історія              | Dans Paris                      | Дівчина на скутері   |
| 2006 | с  | Мафіоза                       | Mafiosa                         | Лаетита              |
| 2007 | с  | Що таке добре, що таке погано | Fais pas ci, fais pas ça        | Дитячий психіатр     |
| 2008 | ф  | Інша                          | L'autre                         | Подруга Ларса        |
| 2009 | ф  | Приватне життя Салазара       | A Vida Privada de Salazar       | Крістіана Гарньє     |
| 2009 | с  | Сімейна сцена                 | Scènes de ménages               | Лаура                |
| 2010 | ф  | Серцеїд                       | L'arnacoeur                     | Софі                 |
| 2010 | ф  | Муму                          | Mumu                            | Мадам Ротайлот       |
| 2010 | тф | Унизу сходів                  | Au bas de l'échelle             | Маріетта             |
| 2011 | тф | Десять хвилин ніде            | À dix minutes de nulle part     | Мадам Стівенарт      |
| 2011 | ф  | Учень Дюкобю                  | L'élève Ducobu                  | Аделін Гратін        |
| 2011 | тф | Вальпараізо                   | Valparaiso                      | Емма Кагліон         |
| 2011 | ф  | Татусі без шкідливих звичок   | On ne choisit pas sa famille    | Алекс Боргнолі       |
| 2012 | ф  | Клініка кохання               | La clinique de l'amour          | Прісцілла            |
| 2012 | ф  | Канікули Дюкобю               | Les vacances de Ducobu          | Аделін Гратін        |
| 2013 | ф  | Скачки                        | Turf                            | Христина             |
| 2013 | ф  | Я - вболівальник Стандарту    | Je suis supporter du Standard   | в ролі самої себе    |
| 2013 | ф  | Марка ангелів                 | La Marque des anges             | Анджела Коулсон      |
| 2013 | ф  | Готель романтичних побачень   | Hôtel Normandy                  | Еліс Лекорр          |
| 2013 | ф  | Домашнє життя                 | La vie domestique               | Інес                 |
| 2014 | ф  | Синок                         | Fiston                          | Моніка               |
| 2014 | ф  | Алілуя                        | Alleluia                        | Солендж              |
| 2014 | ф  | Кухня в Парижі                | —                               | Президентка Франції  |
| 2015 | тф | Вбивство у Коліурі            | Meurtres à Collioure            | Аліс Кастель         |
| 2015 | ф  |                               | Up to Me                        | Єва                  |
| 2015 | с  | Кассандра                     | Cassandre                       | Джорджія (1 серія)   |
| 2017 | ф  | Ласкаво просимо до Німбао     | Bienvenue à Nimbao              | Бабета               |
| 2020 | ф  | 10 днів без мами              | 10 jours sans maman             | Одрі                 |
| 2021 | тф | Заміна                        | Le Remplaçant                   | Ізабель (2 серії)    |

## Твори

### Дискографія
- 1999: Projet Bikini
- 2001: Azul
- 2004: Née Dans la Nature
- 2007: Fraise Vanille
- 2013: Année Zéro[18]
- 2019: Nue